# Jorge Luis Ochoa
Jorge Luis Ochoa Vásquez (Medellín, 30 de septiembre de 1950) es un empresario y ganadero colombiano, que también fue narcotraficante, siendo fundador y miembro de alto nivel del Cartel de Medellín; de los que también formaron parte Pablo Escobar, Gonzalo Rodríguez Gacha, Carlos Lehder y sus hermanos  Fabio y Juan David Ochoa Vásquez.
Tras un periodo de 5 años en la cárcel, Jorge Luis fue puesto en libertad, siendo por mucho tiempo, junto a su hermano Juan David, los únicos miembros del extinto cartel que no estaban presos ni muertos, hasta la puesta en libertad, el 16 de junio de 2020, de Carlos Lehder, que desde entonces reside en Alemania, y posteriormente su hermano menor, Fabio, quien recobró la libertad tras purgar una pena de más de 20 años por narcotráfico y otros delitos relativos, en una prisión federal de Estados Unidos, desde donde regresó a Colombia en diciembre de 2024.

## Biografía
La historia de la dinastía Ochoa se remonta al bisabuelo de Jorge Luis, Abelardo Ochoa, quien recibió la Cruz de Boyacá de manos del presidente Darío Echandía, como reconocimiento por haber organizado la primera Feria Ganadera del país en 1932.

### Cartel de Medellín
Jorge Luis llegó a Texas, Estados Unidos, a trabajar como chalán. Posteriormente estuvo trabajando en Miami y fue allí donde todo pudo comenzar. Fue entonces cuando, según la revista Forbes, apareció la "idea genial de Jorge", haciendo referencia a la creación del "Cartel de Medellín". De acuerdo con esta información, la gran contribución de Jorge Ochoa al negocio, fue haber montado la red de distribución en los Estados Unidos, con la colaboración de su hermano Fabio.
Según Jhon Jairo Velásquez, exmiembro del Cartel de Medellín, Jorge Luis Ochoa fue el único a quien el principal líder de dicha organización; Pablo Escobar, llamaba "patrón".
Durante la época de actividad como narcotraficante Jorge Luis Ochoa fue capturado dos veces:
La primera vez en España por contrabando de reses de lidia en noviembre de 1984 en compañía de Gilberto Rodríguez Orejuela y Juan Matta-Ballesteros, caso por el cual fue dejado en libertad.
La segunda vez fue capturado el 21 de noviembre de 1987 cerca al municipio de El Cerrito en el Valle del Cauca como consecuencia de la delación de su antiguo socio Rafael Cardona Salazar a las autoridades y quien fue asesinado como consecuencia de este hecho. Aunque en principio el gobierno buscó la extradición de Jorge Luis, la ausencia de una orden de captura legal con estos fines y la existencia de otros procesos menores en Colombia llevó a que este fuera liberado tan solo 27 días después en un ambiente lleno de amenazas al estado colombiano por parte de Pablo Escobar en caso de que Jorge Luis fuera extraditado.

### Tras el fin del Cartel de Medellín
Durante la presidencia de César Gaviria, se creó la política de sometimiento a la justicia, un decreto que los beneficiaría, ya que prometía la no extradición a Estados Unidos si se entregaban. Los tres hermanos Ochoa salieron beneficiados de este decreto.
El 15 de enero de 1991 Jorge Luis se entregó a la justicia colombiana dentro de un proceso de negociación con el estado y dentro del cual fue condenado a 8 años y 4 meses de prisión con una pena efectiva de 5 años, 5 meses y 21 días gracias a las rebajas que tuvo en su pena. Finalmente Jorge Luis fue puesto en libertad el día 5 de julio de 1996 por pena cumplida.
Su hermano Fabio continuó con sus actividades en el narcotráfico, fue capturado en 1999 y, posteriormente, extraditado a Estados Unidos en septiembre de 2001, y en 2003 fue condenado a 30 años en una prisión federal por la trata de personas, la conspiración, la delincuencia y la distribución de cocaína; allí purgó una condena de más de 23 años, que fue condonada por trabajo y estudio, y finalmente recobró su libertad en diciembre de 2024.

## Acusaciones de John Jairo Velásquez contra Ochoa
John Jairo Velásquez ha asegurado que Jorge Luis Ochoa es el padre del terrorismo en Colombia tras traer a este país un activo del terrorista vasco ETA: alias "Miguelito", quien capacitó a los hombres de Pablo Escobar en el uso de bombas activadas a distancia, con lo cual Escobar pudo declararle la guerra al estado colombiano. Velásquez en sus declaraciones afirmaba sobre la autoría intelectual en los magnicidios del director de periódico El Espectador Guillermo Cano Isaza, del precandidato a la presidencia Luis Carlos Galan Sarmiento, del secuestro del entonces candidato a la alcaldía de Bogotá Andrés Pastrana Arango, del atentado al vuelo 203 de Avianca y de la muerte de los 500 policías en Medellín por lo que se ha involucrado en procesos por la muerte del excoronel de la policía antinarcóticos Jaime Ramírez Gómez dado que él lideró la operación de Tranquilandia donde se decomisaron aviones de su propiedad y del comandante de la policía de Antioquia, Valdemar Franklin Quintero, ya que el helicóptero usado para el operativo del asesinato del último pertenecía a un hangar de aeronaves propiedad de los Ochoa Vázquez, además de participar en planes para asesinar al jefe del Bloque de búsqueda coronel Hugo Martínez Poveda